# Courdemanche (Sarthe)
 Courdemanche  es una población y comuna francesa, situada en la región de Países del Loira, departamento de Sarthe, en el distrito de La Flèche y cantón de Le Grand-Lucé.

## Demografía
| 966 | 860 | 674 | 653 | 628 | 617 |
| Para los censos de 1962 a 1999 la población legal corresponde a la población sin duplicidades (Fuente: INSEE [Consultar]) |     |     |     |     |     |